# Wojna holendersko-portugalska

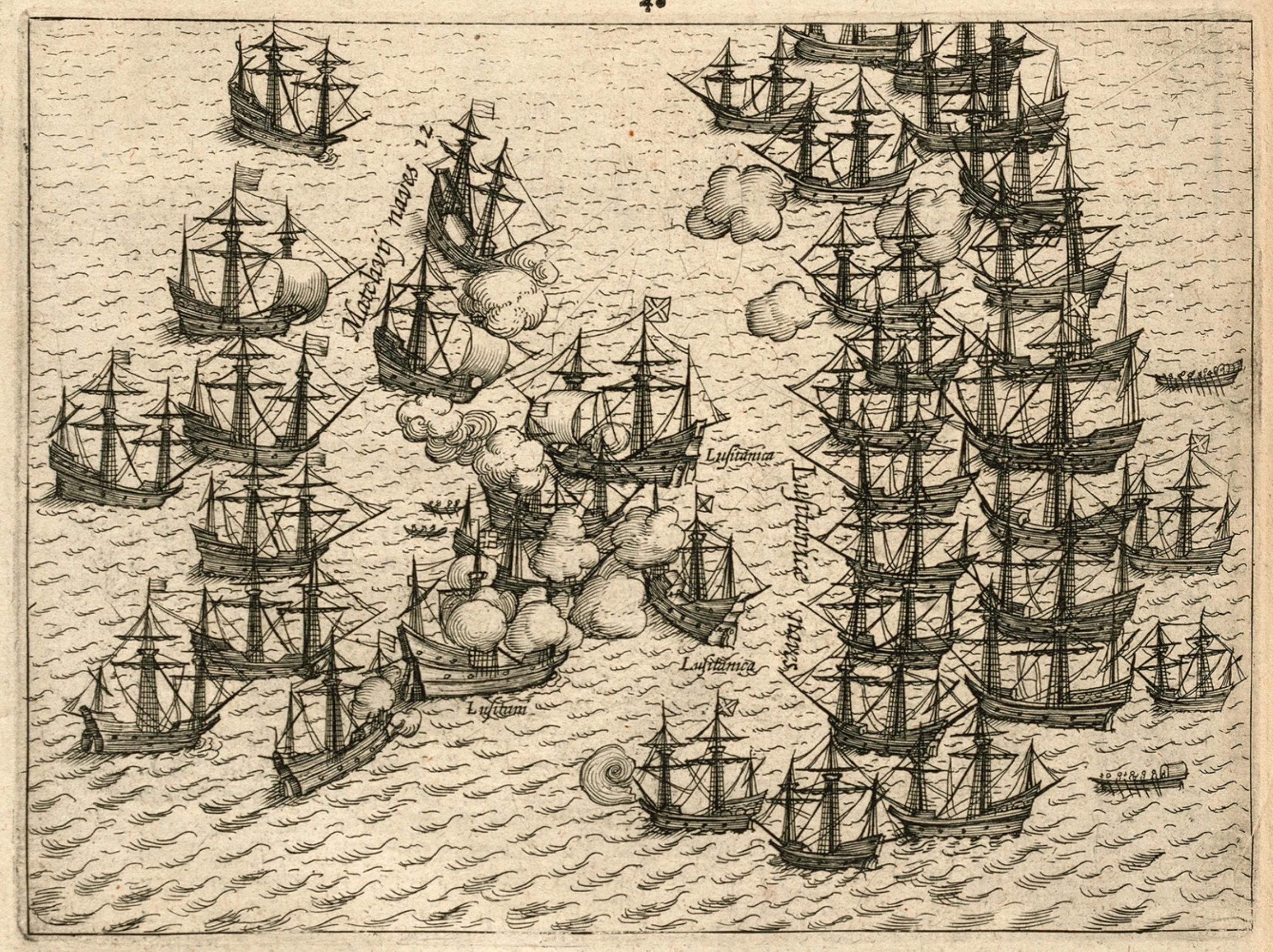
Walki o strategiczny port Malakka

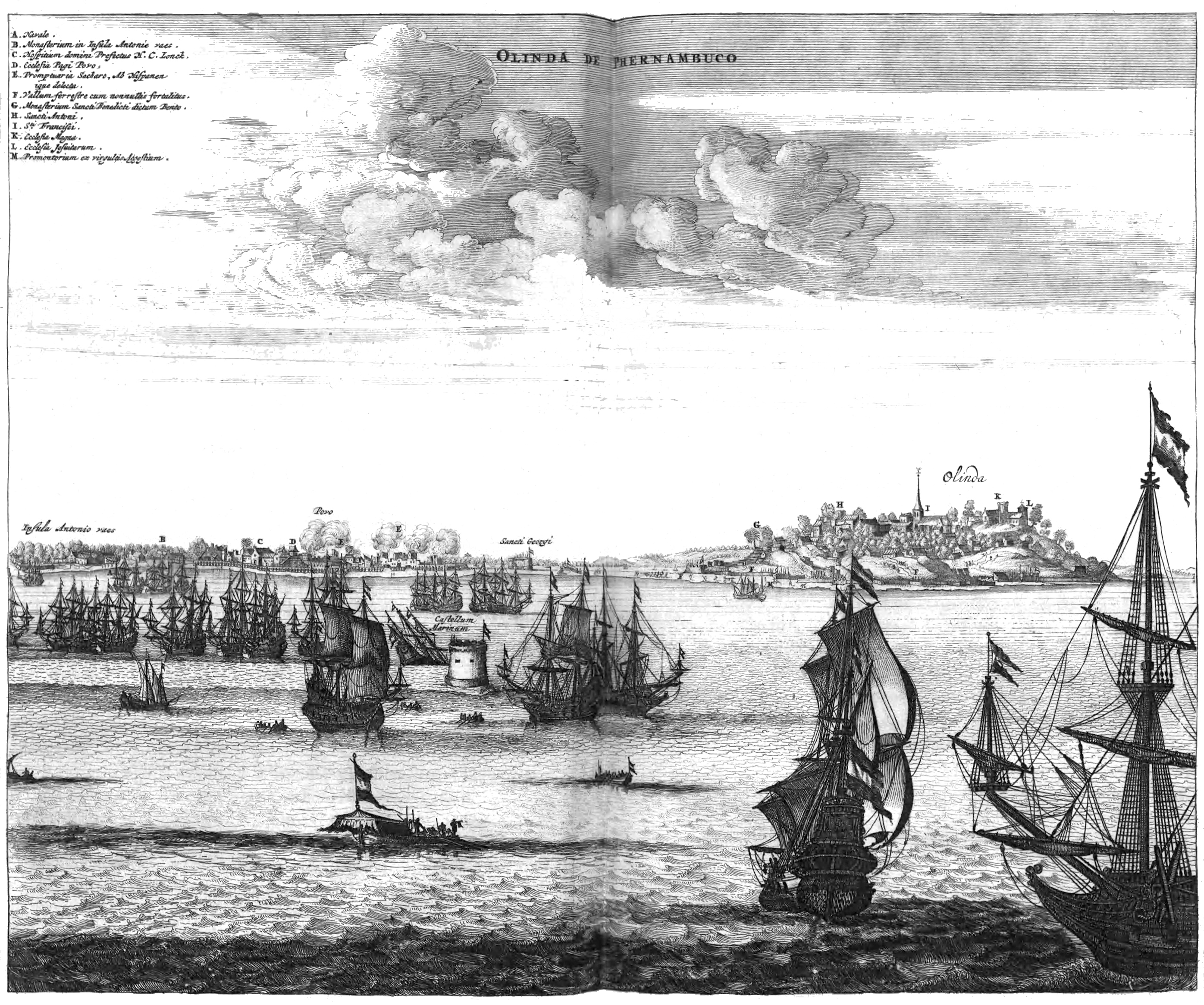
Oblężenie Olindy i Recife przez Holendrów

Wojna holendersko-portugalska – konflikt kolonialny z XVII wieku.
Na przełomie XVI i XVII stulecia Portugalia, będąca w unii z Hiszpanią od 1580, panowała na wszystkich oceanach świata. Podczas gdy Anglia i Francja penetrowały tereny jeszcze nie skolonizowane, to Holandia, która właśnie w wojnie osiemdziesięcioletniej wywalczyła niepodległość od Hiszpanii, postanowiła przejąć już istniejące faktorie. 
Na froncie brazylijskim Niderlandczykom po nieudanej próbie zajęcia Salvadoru udało się w 1630 opanować Recife, ale ostatecznie zostali pokonani (w walkach tych brał udział Krzysztof Arciszewski). W Gwinei Holendrzy próbowali zdobyć Elminę. W Azji Portugalczycy obronili bramę do Chin, ale stracili Malakkę (1641) i Cejlon. Wojna spowodowała osłabienie Portugalii, co ułatwiło Anglikom i Francuzom zajęcie przyczółków, które w XIX wieku rozrosły się do imperiów kolonialnych, a Arabom i Murzynom – odzyskanie kontroli nad Afryką Wschodnią. Równocześnie potęgą stała się Holandia, która jednak w okresie napoleońskim straciła swoje posiadłości (z wyjątkiem Holenderskich Indii Wschodnich) na rzecz Anglii.